# Това е развлечение, част втора
„Това е развлечение, част втора“ (на английски: That's Entertainment, Part II) е американски компилационен филм от 1976 г., издаден от „Метро-Голдуин-Майер“, продължение на „Това е развлечение!“ (1974). За разлика от предишния филм, „Това е развлечение, част втора“ е ретроспектива от известни филми, издадени от MGM между 30-те и 50-те години на XX век.
За втория документален филм архива на MGM включва повече песни, както и почит към някои от известните известни комедийни тандеми, включително братята Маркс и Лаурел и Харди, както и романтичните тандеми Спенсър Трейси и Катрин Хепбърн, и монтажи от емблематични звезди като Грета Гарбо, Кларк Гейбъл, Мики Руни, Джон Баримор, Уолъс Бийри, Джоан Крофорд, Джийн Харлоу, Джеймс Стюарт и Лана Търнър.